# 小查理·卓别林
小查尔斯·斯宾塞·卓别林 （英語：或，1925年5月5日—1968年3月20日）是美国演员丽泰·格雷和查理·卓别林的儿子。

## 生活和事业
小卓别林出生在贝弗利山。他的母亲是卓别林的第二任妻子丽泰·格雷，同时他也是演员悉尼·厄尔·卓别林（1926年－2009年）的胞兄。他同父异母的兄弟姐妹有：杰拉尔丁、迈克尔、约瑟芬、维多利亚、尤金、简、安内特、克里斯托弗和诺曼·卓别林。
年幼时，他和弟弟被用作母亲与卓别林离婚的走卒。在此期间，夫妇俩的“丑事”因公开的离婚听证会而为人所知，还被大肆宣扬。父母离婚后，兄弟俩提出由母亲和外祖母抚养。一直到30年代中期，他们才开始与父亲卓别林有频繁的往来。
1940年小卓别林进入了好莱坞的布莱克福克斯军事学院以及劳伦斯维尔学校（在新泽西州的Lawrenceville）。毕业后在美国陆军服役随军征战欧洲战场战后升至上尉。
小查理·卓别林于1958年与女演员苏珊·麦格尼斯结婚。他们住在洛杉矶。1959年5月，他们诞下一个孩子，取名苏珊·玛丽·卓別林。他们于1959年离婚。他的前妻和女儿仍然住在洛杉矶。
小卓别林演过13部电影，曾在电影《舞台生涯》（1952）与父亲共同演出 。在Circle剧院（现在名为El Centro剧院），他曾与弟弟悉尼·卓别林在舞台上共同出演剧《Ethan Frome》 。他在1960年写了一本关于他的家庭生活的书，题为《我的父亲，卓别林》（My Father, Charlie Chaplin）。1965年自美军退役

## 死亡
他死于肺栓塞 （血凝结在肺部）；与祖母 Lillian Grey 合葬於位于洛杉矶的好莱坞永恒公墓。